# Fritz Espenhahn (Cellist)

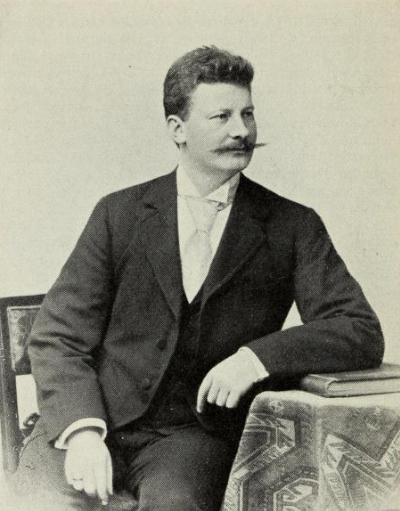
Fritz Espenhahn (vor 1903)

Fritz Espenhahn (* 24. Oktober 1862 in Berlin; † 25. Oktober 1927 ebenda) war ein deutscher Cellist.

## Leben
Espenhahn war der Sohn des Cellisten und Kammermusikers Leopold Espenhahn (1812–1879). Er besuchte die Realschule in Berlin. Musikalischen Unterricht erhielt er von seinem Vater, den Cellisten F. Manecke und Louis Lübeck sowie an der Königlichen Hochschule für Musik und der Neuen Akademie der Tonkunst in Berlin. 
Von 1885 bis 1887 reiste Espenhahn mit dem Bilse-Orchester durch Deutschland. 1887 wurde er in die Königlich preußische Kapelle in Berlin aufgenommen. Er konzertierte zudem als Solist und Kammermusikspieler und bildete mit Bernhard Dessau, Bernhard Gehwald und Robert Könecke das Dessau-Quartett. 1891 wurde er zum Königlich preußischen Kammermusiker und 1905 zum Kammervirtuosen ernannt. 1906 erhielt er den preußischen Kronen-Orden und 1916 den Roten Adlerorden.
Espenhahn war auch ein gefragter Musiklehrer, der an der Neuen Akademie der Tonkunst unterrichtete. Zu seinen Schülern gehörte unter anderem Prinz Friedrich Karl von Preußen.
1891 heiratete er Käthe, Tochter des Historikers Max Beheim-Schwarzbach. Aus der Ehe gingen ein Sohn und eine Tochter hervor.